# Rodney Odom
Rodney Lynn Odom (ur. 30 lipca 1970 w Nowym Orleanie, zm. 15 października 2008) – amerykański koszykarz, grający na pozycji środkowego.
Mierzył 208 cm i ważył 120 kg.

## Kariera
Karierę koszykarką rozpoczął w college'u Charlotte.
- 1994–1995: Śląsk Wrocław
- 1995–1996: FC Pico (Argentyna)
- 1996–1997: Śląsk Wrocław
- 1998–2000: Torpan Helsinki
- 2000: Minot Magic City Snowbears (IBA – International Basketball Association)
- 2001–2002: Honved Budapeszt

Oprócz gry w Polsce, Argentynie, Finlandii i na Węgrzech grał także w Katarze, Szwecji, Kolumbii i Belgii.

## Statystyki
W sezonie 1996/1997 w barwach Śląska Wrocław grał w Pucharze Europy, gdzie notował średnio 13,7 pkt., 8,9 zbiórek i 1,3 asysty na mecz.